# Nugent-sziget
A Nugent-sziget a Kermadec-szigetek legészakibb tagja, mely egyúttal Új-Zéland legészakabbi pontját is képezi. A Raoul-szigettől északkeletre fekvő szigetek egyik tagja. A sziget kerekded alakú és megközelítőleg 100 méter átmérőjű. A Kermadec-szigeteki Madárvédelmi Terület részét képezi. A Nugent-sziget BirdLife International nevű természetvédelmi szervezet szerint a tengeri madarak fontos fészkelőhelyének számít.

## Fordítás
Ez a szócikk részben vagy egészben  a   Nugent Island című angol Wikipédia-szócikk ezen változatának fordításán alapul.  Az eredeti cikk szerkesztőit annak laptörténete sorolja fel. Ez a jelzés csupán a megfogalmazás eredetét és a szerzői jogokat jelzi, nem szolgál a cikkben szereplő információk forrásmegjelöléseként.